# 金邊郵報
《金邊郵報》（英語：The Phnom Penh Post）是柬埔寨的英文報紙，後推出高棉文版，由迈克尔·海斯於1992年7月10日創立。

## 歷史
民主柬埔寨時期，柬埔寨所有報刊都被查封。柬越战争後，柬埔寨陷入內戰，內戰期間只新成立了四份報刊。1991年聯合國成立柬埔寨过渡时期联合国权力机构，監督1993年柬埔寨大選以結束內戰。1989年，美國人迈克尔·海斯在亞洲基金會的曼谷分部工作，負責一個關於柬埔寨難民工作培訓的專案。1991年10月，迈克尔在專案合約到期後，認為巴黎和平協定後柬埔寨會日趨穩定，於是決定前往柬埔寨找一份非政府組織的工作。到訪柬埔寨不久，迈克尔在早餐時發現當地沒有英文報紙，就萌生創辦報紙的念頭。迈克尔和當時的妻子凯瑟琳·欧姬芙一起籌辦《金邊郵報》，報社草創期只有四人，經過六個月籌備，1992年7月10日創刊。報紙在曼谷印刷，首刊5000份，是柬埔寨第一份不屬於任何派系的獨立報紙。報紙最初只有8版，後擴展為20到24版。迈克尔擔任主編，凯瑟琳擔任總經理。《金邊郵報》作為當時柬埔寨唯一的英文報紙，吸引了隨联合国维持和平部队來到柬的國際記者團和戰地記者的投稿，報社因此獲得不少優秀的稿件和記者聯絡方式，加上迈克尔堅持獨立媒體的辦報理念，讓報紙獲得柬埔寨的档案记录报稱號，報紙後來又推出高棉文版。
2008年，迈克尔將報紙賣給了澳大利亞商人比爾·克勞。同年8月8日，報紙從雙週報改為日報。2018年5月5日，馬來西亞投資人西瓦库玛·S·加纳帕蒂收購了《金邊郵報》，西瓦库玛上台後，報刊編輯發佈了西瓦库玛與洪森之間的私人關係報道，數位編輯因此被辭退或者離職。2024年3月1日，《金邊郵報》表示由於經濟因素和新媒體對傳統媒體的衝擊，報社廣告收入下降，同年3月29日起，停止出版紙質版，新聞網站維持營運。